# 23 lutego
23 lutego jest 54. dniem w kalendarzu gregoriańskim. Do końca roku pozostało 311 (w latach przestępnych 312) dni.

## Święta
- Imieniny obchodzą: Będzimir, Damian, Damiana, Feliks, Florentyn, Izabela, Łazarz, Marta, Milburga, Montan, Polikarp, Prymian, Romana i Stefan.
- daw. Cesarstwo Rzymskie – Terminalia(inne języki)
- Brunei – Święto Narodowe
- Gujana – Święto Republiki
- Polska – Ogólnopolski Dzień Walki z Depresją
- Rosja – Dzień Obrońcy Ojczyzny
- Tadżykistan – Święto Armii
- Wspomnienia i święta w Kościele katolickim[1][2] obchodzą:
  - bł. Izabela Francuska (siostra Ludwika IX, dziewica)
  - św. Polikarp ze Smyrny
  - bł. Rafaela Ibarra de Villalonga
  - św. Willigis (arcybiskup)

## Wydarzenia w Polsce
- 1280 – Zwycięstwo rycerstwa polskiego nad wojskami rusko-tatarskimi w bitwie pod Goźlicami.
- 1651 – Powstanie Chmielnickiego: zwycięstwo wojsk koronnych w bitwie pod Krasnem (20-23 lutego).
- 1789 – Jan Dekert został prezydentem Warszawy.
- 1807 – IV koalicja antyfrancuska: gen. Jan Henryk Dąbrowski zdobył Tczew.
- 1831 – Powstanie listopadowe: zwycięstwo powstańców w bitwie pod Nowogrodem.
- 1846 – Upadło powstanie chochołowskie (21-23 lutego).
- 1863 – Powstanie styczniowe: skompromitowany porażkami pod Krzywosądzem (19 lutego) i pod Nową Wsią (21 lutego) gen. Ludwik Mierosławski opuścił Królestwo Polskie i zrzekł się dyktatury.
- 1921 – Strajk powszechny kolejarzy węzła warszawskiego.
- 1928 – W Wilnie rozpoczął się proces 56 działaczy Białoruskiej Włościańsko-Robotniczej Hromady.
- 1930 – W Wilnie przy Uniwersytecie Stefana Batorego rozpoczął działalność Instytut Naukowo-Badawczy Europy Wschodniej.
- 1938 – Michał Offierski na motoszybowcu Bąk ustanowił międzynarodowy rekord długotrwałości lotu wynoszący 5 godzin 24 minut i 19 sekund.
- 1943 – Oddział Gwardii Ludowej opanował Głogów Małopolski.
- 1945 – Skapitulował niemiecki garnizon w poznańskiej cytadeli. Dzień ten uznaje się za datę wyzwolenia miasta Poznań spod okupacji niemieckiej.
- 1965 – Otwarto Ogród Botaniczny w Lublinie.
- 1978 – W Katowicach powstał Komitet Założycielski Wolnych Związków Zawodowych Górnego Śląska.
- 1981 – Kazimierz Deyna podpisał kontrakt z amerykańskim klubem San Diego Sockers.
- 1982 – W szpitalu w Warszawie zmarł starszy sierżant MO Zdzisław Karos, postrzelony 18 lutego w tramwaju podczas próby odebrania mu broni przez młodych członków organizacji Powstańcza Armia Krajowa.
- 1986 – Premiera filmu Bohater roku w reżyserii Feliksa Falka.
- 1990 – Nowelizacja kodeksu karnego zniosła karę konfiskaty majątku.
- 1991 – Marian Krzaklewski został przewodniczącym NSZZ „Solidarność”.
- 1998 – Prezydent RP Aleksander Kwaśniewski w Warszawie i papież Jan Paweł II w Watykanie ratyfikowali konkordat między Polską a Stolicą Apostolską.
- 1999:
  - Premiera 1. odcinka serialu telewizyjnego Rodzina zastępcza.
  - Premier RP Jerzy Buzek kontrasygnował akt ratyfikujący Traktat północnoatlantycki i przystąpienie Polski do NATO.
- 2000 – Podczas demonstracji przeciwko wojnie w Czeczenii członkowie organizacji „Naszość” sprofanowali na terenie rosyjskiego Konsulatu Generalnego w Poznaniu rosyjską flagę.
- 2001 – Ustanowiono Ogólnopolski Dzień Walki z Depresją.
- 2011 – Z linii montażowej FSO zjechał ostatni samochód (Chevrolet Aveo).

## Wydarzenia na świecie

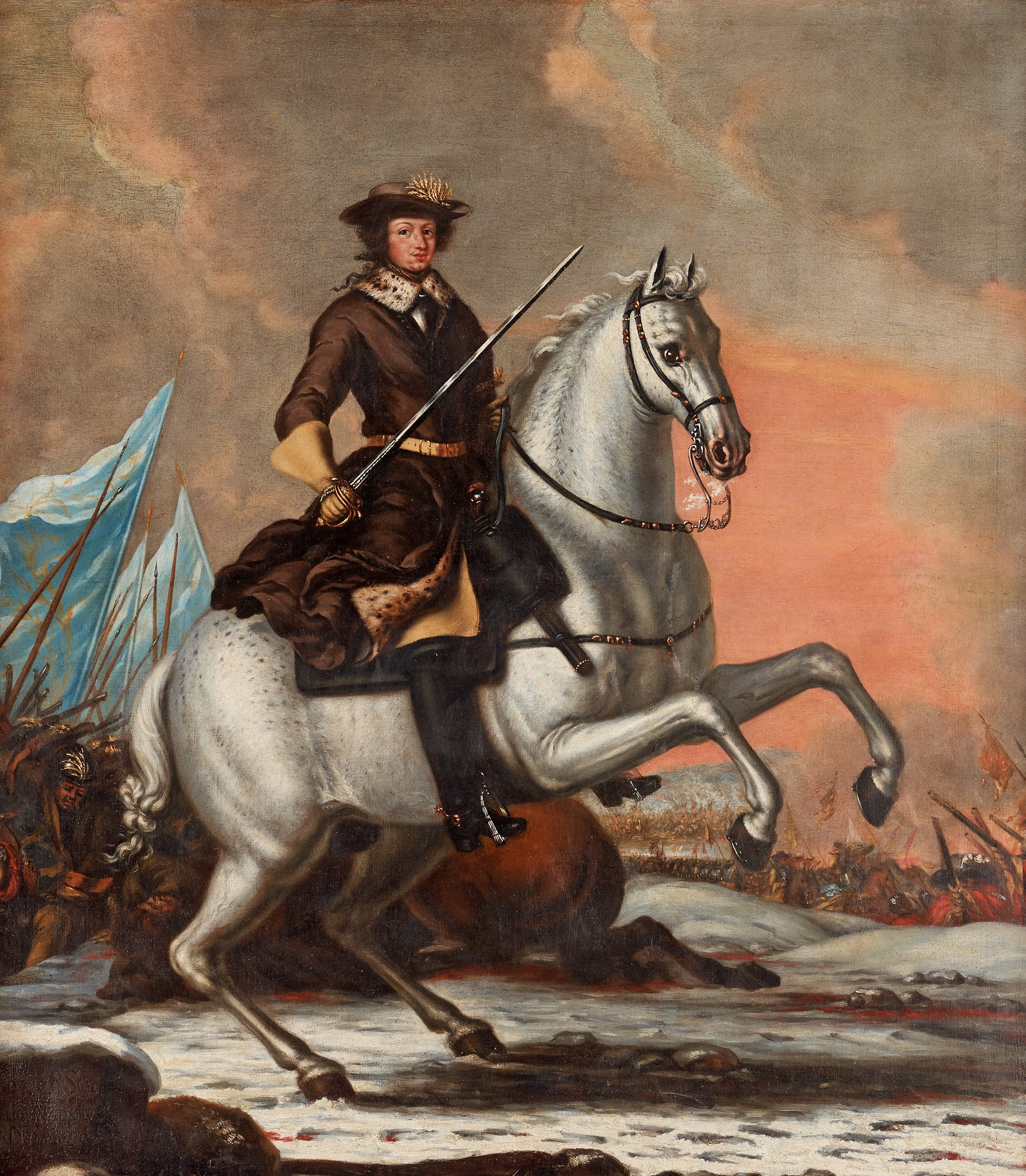
Król Szwecji Karol XI na obrazie Davida K. Ehrenstrahla

- 532 – Rozpoczęto budowę świątyni Hagia Sophia w Konstantynopolu.
- 632 – Mahomet wygłosił swe ostatnie kazanie.
- 1450 – Szlachta miejska Mediolanu przedstawiła projekt zniesienia Republiki Ambrozjańskiej i oddania władzy w ręce Franciszka I Sforzy, przebywającego w tym czasie z wojskiem nieopodal miasta.
- 1455 – Umowna data publikacji pierwszej drukowanej książki – Biblii Gutenberga.
- 1511 – Elektor Palatynatu Ludwik V Wittelsbach poślubił w Heidelbergu księżniczkę bawarską Sybillę.
- 1539 – Król Węgier Jan Zápolya poślubił Izabelę Jagiellonkę.
- 1660 – Karol XI został królem Szwecji.
- 1668 – Spłonął wiedeński pałac Hofburg – siedziba władców Austrii.
- 1766 – Po śmierci Stanisława Leszczyńskiego oddana mu w dożywotnie władanie Lotaryngia została włączona do Francji.
- 1797 – I koalicja antyfrancuska: nieudana próba francuskiego desantu pod Fishguard w Walii.
- 1818 – Papież Pius VII erygował wikariat apostolski Trynidadu.
- 1835 – W Paryżu odbyła się premiera opery Żydówka z muzyką Jacques’a Fromentala Halévy’ego i librettem Eugène’a Scribe’a.
- 1836 – Rewolucja teksańska: rozpoczęła się bitwa o Alamo.
- 1847 – Wojna amerykańsko-meksykańska: zwycięstwo wojsk amerykańskich w bitwie pod Buena Vista.
- 1852 – W Wielkiej Brytanii powstał pierwszy rząd lorda Derby.
- 1854 – Została podpisana konwencja Rzeki Oranje na mocy której Wielka Brytania formalnie uznała niepodległość terytorium burskiego leżącego pomiędzy rzekami Oranje i Vaal, które do tej pory było określane jako tzw. Zwierzchnictwo Rzeki Oranje. Rezultatem traktatu było powstanie niezależnego Wolnego Państwa Oranii.
- 1857 – Przyjęto flagę Oranii.
- 1860 – Floris Adriaan van Hall(inne języki) został po raz drugi premierem Holandii.
- 1870 – Rozpoczęła się ostatnia do tej pory erupcja wulkanu Ceboruco w Meksyku.
- 1875 – Austriacki astronom Johann Palisa odkrył planetoidę (143) Adria.
- 1876:
  - Henryk Sienkiewicz wypłynął z Liverpoolu na transatlantyku SS „Germanic” w podróż do Ameryki Północnej.
  - Jules Dufaure został po raz drugi premierem Francji.
- 1879 – Algoma (jako Ahnapee) w stanie Wisconsin uzyskała prawa miejskie.
- 1887:
  - Trzęsienie ziemi i wywołane nim tsunami zabiły około 2 tys. osób we włoskiej Ligurii i na francuskim Lazurowym Wybrzeżu.
  - Zakazano importu chińskiego opium do USA.
- 1893 – Rudolf Diesel opatentował silnik wysokoprężny.
- 1903 – Kuba i USA zawarły układ o wydzierżawieniu „na odpowiedni okres” obszaru Guantánamo.
- 1905 – Amerykański adwokat Paul P. Harris(inne języki) założył organizację Rotary International.
- 1909 – W Nowej Szkocji wzbił się w powietrze pierwszy na terenie Kanady samolot, którego współkonstruktorem był Alexander Graham Bell.
- 1914 – Dokonano oblotu brytyjskiego samolotu rozpoznawczego Bristol Scout.
- 1917 – I wojna światowa: Benito Mussolini został ciężko ranny w czasie walk w dolinie rzeki Isonzo.
- 1918 – Niemiecki inżynier Artur Scherbius złożył wniosek o opatentowanie wirnikowej maszyny szyfrującej Enigma.
- 1920 – Przedstawiciele Polski i Białoruskiej Republiki Ludowej podpisali w Rydze umowę o charakterze konwencji wojskowej, mówiącej o wspólnej walce z bolszewikami Wojska Polskiego i Białoruskiej Armii Narodowej.
- 1927 – Powstanie Cristero w Meksyku: pierwsze zwycięstwo powstańców walczących z antyklerykalnym rządem w bitwie pod San Francisco del Rincón (stan Guanajuato).
- 1932 – W wiosce Olăneşti w Mołdawskiej SRR rozstrzelano 40 „kułaków”, co odbiło się szerokim echem w prasie europejskiej.
- 1934:
  - Dokonano oblotu amerykańskiego samolotu pasażerskiego Lockheed L-10 Electra.
  - Leopold III został królem Belgów po tym jak jego ojciec Albert I zginął w czasie wspinaczki skalnej w Ardenach.
- 1935:
  - Nikołaj Jeżow został mianowany przewodniczącym komisji kontroli partyjnej KPZR.
  - Paragwaj wystąpił z Ligi Narodów.
- 1938 – Otwarto Port Tel Awiw.
- 1939 – Odbyła się 11. ceremonia wręczenia Oscarów.
- 1940 – Bitwa o Atlantyk: na Morzu Północnym brytyjski niszczyciel HMS „Gurkha” zatopił niemiecki okręt podwodny U-53, w wyniku czego zginęło 42 członków załogi.
- 1941 – Zespół kierowany przez amerykańskiego chemika Glenna T. Seaborga po raz pierwszy wytworzył pluton.
- 1942:
  - Wojna na Pacyfiku: japoński okręt podwodny ostrzelał rafinerię ropy w Santa Barbara w Kalifornii. Był to pierwszy japoński atak na obiekt na kontynentalną część USA.
  - W północnych Włoszech utworzony został obóz koncentracyjny Gonars.
- 1944:
  - Rozpoczęły się masowe deportacje Czeczenów i Inguszy do radzieckich republik w Azji Środkowej.
  - Za zgodą okupacyjnych władz niemieckich powstała kolaboracjna organizacja zbrojna Białoruska Obrona Krajowa.
- 1945:
  - Amerykańscy żołnierze zatknęli swoją flagę na japońskiej wyspie Iwo Jima.
  - Lotnictwo amerykańskie przeprowadziło pierwszy nalot na Tokio z użyciem bomb zapalających.
  - Neutralna do tej pory Turcja wypowiedziała wojnę Niemcom.
- 1946 – Armia Czerwona została przekształcona w Armię Radziecką.
- 1947 – Powstała Międzynarodowa Organizacja Normalizacyjna (ISO).
- 1950 – Amerykański astronom Carl A. Wirtanen odkrył planetoidę z grupy Apolla (29075) 1950 DA, której prawdopodobieństwo zderzenia z Ziemią w dniu 16 marca 2880 roku wynosi 0,33%.
- 1954 – Po raz pierwszy podano dzieciom szczepionkę przeciwko polio.
- 1955 – Edgar Faure został po raz drugi premierem Francji.
- 1958 – Na Kubie został uprowadzony przez rebeliantów pięciokrotny mistrz świata Formuły 1 Argentyńczyk Juan Manuel Fangio. Zwolniono go następnego dnia.
- 1963 – W Birmie znacjonalizowano banki.
- 1966 – Radykalna frakcja partii Baas z Salahem Dżadidem na czele dokonała zamachu stanu w Syrii, odsuwając od władzy gen. Amina al-Hafiza i umiarkowaną frakcję partii.
- 1967 – Weszła w życie 25. poprawka do Konstytucji Stanów Zjednoczonych.
- 1968 – Niezidentyfikowany nigdy seryjny morderca znany jako Biblijny John zgwałcił i zamordował w szkockim Glasgow pierwszą spośród swoich trzech ofiar.
- 1970:
  - Gujana (dawna Gujana Brytyjska) uzyskała niepodległość.
  - W Australii oddano do użytku linię kolejową Indian Pacific łączącą Perth nad Oceanem Indyjskim z Sydney nad Pacyfikiem (4352 km).
- 1972 – W Dahomeju (obecnie Benin) doszło do nieudanej próby wojskowego zamachu stanu i obalenia prezydenta Huberta Magi.
- 1980:
  - Podczas startu z bazy wojskowej w Agrze w stanie Uttar Pradesh rozbił się samolot Indyjskich Sił Powietrznych Fairchild C-119 Flying Boxcar, w wyniku czego zginęło 46 spośród 47 osób na pokładzie.
  - Podczas XIII Zimowych Igrzysk Olimpijskich w Lake Placid Amerykanin Eric Heiden, wygrywając bieg na 10 000 m, został pierwszym (i jak dotąd jedynym) łyżwiarzem szybkim, który wygrał wszystkie 5 finałów na jednych igrzyskach.
- 1981 – Oddziały Guardia Civil dokonały nieudanej próby puczu wojskowego w Hiszpanii.
- 1982 – 53% mieszkańców Grenlandii opowiedziało się za wystąpieniem z Unii Europejskiej.
- 1983 – Rząd hiszpański znacjonalizował holding prasowy Rumasa.
- 1991 – W Tajlandii doszło do wojskowego zamachu stanu.
- 1992 – We francuskim Albertville zakończyły się XVI Zimowe Igrzyska Olimpijskie.
- 1994:
  - Bośniaccy Chorwaci zawarli rozejm z rządem Bośni i Hercegowiny.
  - Rosyjska Duma Państwowa uchwaliła amnestię dla uczestników puczów w sierpniu 1991 i październiku 1993 roku.
- 1995 – Izrael i Tanzania wznowiły stosunki dyplomatyczne, zerwane w 1973 roku.
- 1997 – 69-letni Palestyńczyk Ali Abu Kamal otworzył ogień na tarasie widokowym na 86. piętrze Empire State Building w Nowym Jorku, zabijając duńskiego turystę, raniąc 6 osób, a następnie popełniając samobójstwo.
- 1998 – 42 osoby zginęły, a 260 zostało rannych po przejściu tornada nad środkową Florydą.
- 1999: 
  - 31 osób zginęło po zejściu lawiny na gminę Galtür w austriackim Tyrolu.
  - Eminem wydał swój drugi album studyjny "The Slim Shady LP".
- 2001 – Adam Małysz zdobył złoty medal w konkursie na normalnej skoczni podczas Mistrzostw Świata w Narciarstwie Klasycznym w fińskim Lahti.
- 2002 – Kolumbijska grupa rewolucyjna FARC uprowadziła aktywistkę na rzecz praw człowieka i kandydatkę na urząd prezydenta Íngrid Betancourt.
- 2005 – Ukazała się książka Pamięć i tożsamość papieża Jana Pawła II.
- 2006 – 65 osób zginęło, a 32 zostały ranne w wyniku zawalenia hali targowej w Moskwie.
- 2007 – W porcie lotniczym w amerykańskim Phoenix zastosowano po raz pierwszy skaner do prześwietlania odzieży pasażerów przy pomocy promieniowania RTG.
- 2008 – Na wyspie Guam rozbił się amerykański bombowiec Northrop B-2 Spirit.
- 2011 – Po 19 latach został zniesiony stan wyjątkowy w Algierii.
- 2012 – Podczas mityngu XL Galan 2012 w Sztokholmie Rosjanka Jelena Isinbajewa ustanowiła wynikiem 5,01 m halowy rekord świata w skoku o tyczce.
- 2014:
  - Przewodniczący Rady Najwyższej Ołeksandr Turczynow został p.o. prezydenta Ukrainy w miejsce odwołanego poprzedniego dnia Wiktora Janukowycza.
  - W Soczi zakończyły się XXII Zimowe Igrzyska Olimpijskie.
- 2019 – Muhammad Tahir Ajala został premierem Sudanu.
- 2022 – Dzień przed rozpoczęciem inwazji Rosja ewakuowała swoich dyplomatów ze wszystkich placówek na Ukrainie.
- 2025 - Odbyły się wybory parlamentarne w Niemczech, które wygrał blok CDU/CSU kierowany przez Friedricha Merza

## Zdarzenia astronomiczne ieksploracja kosmosu
- 1987 – Zaobserwowano wybuch supernowej SN 1987A w Wielkim Obłoku Magellana.
- 1997 – Na rosyjskiej stacji kosmicznej Mir wybuchł niegroźny pożar.
- 2008 – Na orbitę został wyniesiony japoński satelita komunikacyjny WINDS mający umożliwić superszybki dostęp do Internetu z prędkością nawet 1,2 Gb/s.

## Urodzili się
- 1187 – Piotr I, hrabia Urgell (zm. 1258)
- 1417:
  - Ludwik IX, książę Bawarii-Landshut (zm. 1479)
  - Paweł II, papież (zm. 1471)
- 1443 – Maciej Korwin, król Węgier, Chorwacji i Czech (zm. 1490)
- 1500 – Rodrigo Gil de Hontañón, hiszpański architekt (zm. 1577)
- 1526 – Niccolò Caetani, włoski duchowny katolicki, biskup Conzy, arcybiskup Kapui, kardynał (zm. 1585)
- 1539 – Henryk XI, książę legnicki (zm. 1588)
- 1574 – (lub 1575) Gabriel Tęczyński, polski szlachcic, polityk, wojewoda lubelski (zm. 1617)
- 1583 – Jean-Baptiste Morin de Villefranche(inne języki), francuski matematyk, astronom, astrolog (zm. 1656)
- 1633 – Samuel Pepys, angielski urzędnik państwowy, pamiętnikarz (zm. 1703)
- 1646 – Tsunayoshi Tokugawa, japoński siogun (zm. 1709)
- 1648 – Arabella Churchill, angielska arystokratka (zm. 1730)
- 1649 – (data chrztu) John Blow, angielski kompozytor, organista (zm. 1708)
- 1664 – Georg Dietrich Leyding(inne języki), niemiecki kompozytor (zm. 1710)
- 1680 – Jean-Baptiste Le Moyne de Bienville, francuski kolonizator, odkrywca (zm. 1767)
- 1685 – Georg Friedrich Händel, niemiecki kompozytor, organista (zm. 1759)
- 1689 – Samuel Bellamy, angielski marynarz, pirat (zm. 1717)
- 1723 – Richard Price(inne języki), walijski filozof (zm. 1791)
- 1739 – Peter Adolf Hall, szwedzki malarz miniaturzysta (zm. 1793)
- 1740 – Jacopo Alessandro Calvi(inne języki), włoski malarz (zm. 1815)
- 1744 – Mayer Amschel Rothschild, niemiecki bankier pochodzenia żydowskiego (zm. 1812)
- 1749 – Gertrud Elisabeth Mara, niemiecka śpiewaczka operowa (sopran) (zm. 1833)
- 1751 – Henry Dearborn, amerykański lekarz, wojskowy, polityk, dyplomata (zm. 1829)
- 1756 – Lorenzo Litta, włoski kardynał (zm. 1820)
- 1769 – Paulina Anhalt-Bernburg, księżna i regentka Lippe (zm. 1820)
- 1770 – Antonio Pallotta, włoski kardynał (zm. 1834)
- 1778 – Aleksandryna de Bleschamp-Bonaparte, francuska arystokratka (zm. 1855)
- 1779:
  - Johann Kaspar Aiblinger, niemiecki kompozytor, kapelmistrz (zm. 1867)
  - Oktawiusz Hanowerski, brytyjski książę (zm. 1783)
- 1782:
  - Johann Baptist Emanuel Pohl, austriacki botanik, wykładowca akademicki, podróżnik, muzealnik (zm. 1834)
  - Maciej Wodziński, polski szlachcic, polityk (zm. 1848)
- 1791 – Józef Ignacy Grabowski, polski major, polityk, pamiętnikarz (zm. 1881)
- 1792 – José Joaquín de Herrera, meksyksński generał, polityk, prezydent Meksyku (zm. 1854)
- 1800:
  - Maciej Majerczak, polski duchowny katolicki pochodzenia słowackiego (zm. 1870)
  - Robert Vernon Smith, brytyjski arystokrata, polityk (zm. 1873)
- 1801 – William Nuckolls, amerykański polityk (zm. 1855)
- 1802 – Andreas Zelinka, austriacki polityk, burmistrz Wiednia pochodzenia czeskiego (zm. 1868)
- 1803 – Aleksandra Pruska, wielka księżna Meklemburgii-Schwerin (zm. 1892)
- 1808 – George Budd, brytyjski lekarz (zm. 1882)
- 1817 – George Frederick Watts, brytyjski malarz, rzeźbiarz (zm. 1904)
- 1819 – Julius Roger, niemiecki lekarz, przyrodnik (zm. 1865)
- 1820 – Jakob Stämpfli, szwajcarski polityk, prezydent Szwajcarii (zm. 1879)
- 1821 – Agostino Bausa, włoski duchowny katolicki, arcybiskup Florencji, kardynał (zm. 1899)
- 1822 – Giovanni Battista de Rossi, włoski archeolog, epigrafik (zm. 1894)
- 1823:
  - Najden Gerow, bułgarski działacz oświatowy odrodzenia narodowego, poeta, publicysta (zm. 1900)
  - Aleksander Jasiński, polski prawnik, polityk, prezydent Lwowa (zm. 1897)
- 1827 – Raffaele Monaco La Valletta, włoski kardynał (zm. 1896)
- 1831 – Hendrik Willem Mesdag, holenderski malarz marynista (zm. 1915)
- 1832 – Salomon Joachim Halberstam, żydowski bibliofil, kolekcjoner, publicysta, kupiec (zm. 1900)
- 1833 – Alfons Grotowski, polski inżynier sanitarny (zm. 1922)
- 1834 – Ernesto Nicolini, francuski śpiewak operowy (tenor) (zm. 1898)
- 1840 – Carl Menger, austriacki ekonomista, wykładowca akademicki (zm. 1921)
- 1842:
  - Karl Robert Eduard von Hartmann, niemiecki filozof (zm. 1906)
  - Carl Liebermann, niemiecki chemik, wykładowca akademicki (zm. 1914)
- 1843 – Kazimierz Chłędowski, polski pisarz, pamiętnikarz, satyryk, kulturoznawca, gawędziarz (zm. 1920)
- 1846 – Władysław Boberski, polski botanik, lichenolog, pedagog (zm. 1891)
- 1850:
  - Julian Ochorowicz, polski filozof, psycholog, poeta, publicysta, wynalazca, fotografik, wykładowca akademicki (zm. 1917)
  - César Ritz, szwajcarski hotelarz (zm. 1918)
- 1854:
  - Aleksander Bucholtz, polski aktor, tancerz, przedsiębiorca teatralny (zm. 1923)
  - Antoni Maciej Durski, polski nauczyciel, naczelnik i generał sokolstwa, pionier gimnastyki (zm. 1908)
- 1855 – Maurice Bloomfield, amerykański językoznawca, indolog, sanskrytolog pochodzenia austro-żydowskiego (zm. 1928)
- 1856:
  - George Cave, brytyjski arystokrata, polityk (zm. 1928)
  - Wilhelm Streitberg, niemiecki językoznawca, indoeuropeista, wydawca (zm. 1925)
- 1857 – Margaret Deland, amerykańska pisarka, poetka (zm. 1945)
- 1860 – Henryk Korwin-Krukowski, polski profesor metalurgii (zm. 1937)
- 1861 – Anastasija Wierbicka, rosyjska pisarka (zm. 1928)
- 1863:
  - Luigi Capotosti, włoski kardynał (zm. 1938)
  - Richard Bruno Heydrich, niemiecki kompozytor, śpiewak, muzyk (zm. 1938)
  - Franz von Stuck, niemiecki malarz (zm. 1928)
- 1866:
  - Antoni Orleański, infant hiszpański, książę Galliery (zm. 1930)
  - Platon (Rożdiestwienski), rosyjski biskup prawosławny (zm. 1934)
- 1868:
  - Henry Bergman, amerykański aktor (zm. 1946)
  - W.E.B. Du Bois, amerykański socjolog, pisarz, krytyk literacki, działacz społeczny (zm. 1963)
  - Anna Hofman-Uddgren, szwedzka reżyserka filmowa (zm. 1947)
- 1869 – Teofil Patalong, polski działacz robotniczy, narodowy, społeczny i kulturalny, powstaniec śląski (zm. 1939)
- 1871:
  - Zygmunt Moczyński, polski kompozytor, dyrygent, pedagog, działacz podziemia antyhitlerowskiego (zm. 1940)
  - Kazimierz Myszkowski, polski przemysłowiec, polityk, poseł na Sejm Ustawodawczy (zm. 1935)
- 1873:
  - Hansi, francuski pisarz, rysownik (zm. 1951)
  - Liang Qichao, chiński pisarz, krytyk literacki, polityk (zm. 1929)
- 1874:
  - Stanisław Wincenty Kasznica, polski historyk, polityk, senator RP (zm. 1958)
  - Albert Michael Koeniger, niemiecki duchowny katolicki, historyk Kościoła (zm. 1950)
  - Konstantin Päts, estoński polityk, prezydent Estonii (zm. 1956)
- 1876 – Senjūrō Hayashi, japoński generał, polityk, premier Japonii (zm. 1943)
- 1877:
  - Przemysław Dąbkowski, polski historyk, wykładowca akademicki (zm. 1950)
  - Pie Eugène Joseph Neveu, francuski duchowny katolicki, biskup, administrator apolstoski Moskwy (zm. 1946)
  - Carl Reid, irlandzki rugbysta (zm. 1957)
  - Witold Slaski – działacz społeczny, działacz niepodległościowy, ziemianin, fundator
- 1879:
  - Kazimierz Malewicz, rosyjski malarz pochodzenia polskiego (zm. 1935)
  - Rudolf Sieczyński, austriacki kompozytor, pisarz, urzędnik pochodzenia polskiego (zm. 1952)
- 1880 – Albert Niemann, niemiecki pediatra (zm. 1921)
- 1881 – Tytus Brandsma, holenderski zakonnik, męczennik, błogosławiony (zm. 1942)
- 1883 – Karl Jaspers, niemiecki psychiatra, filozof (zm. 1969)
- 1884 – Kazimierz Funk, polski biochemik pochodzenia żydowskiego (zm. 1967)
- 1885 – Tadeusz Stefan Kurkiewicz, polski histolog, wykładowca akademicki (zm. 1962)
- 1886 – Roman Kordys, polski wspinacz, działacz turystyczny, prawnik, dziennikarz (zm. 1934)
- 1887:
  - Oskar Lindberg, szwedzki kompozytor, organista (zm. 1955)
  - Karl Neumer, niemiecki kolarz torowy (zm. 1984)
  - Julius Pelikán, czeski rzeźbiarz, medalier (zm. 1969)
- 1889 – Victor Fleming, amerykański reżyser filmowy (zm. 1949)
- 1891 – Bolesław Fichna, polski adwokat, polityk (zm. 1945)
- 1893:
  - Alvar Thiel, szwedzki żeglarz sportowy (zm. 1973)
  - August Zierhoffer, polski geograf (zm. 1969)
- 1895 – Adolf Ulrych, polski oficer (zm. 1940)
- 1896 – Zygmunt Ellenberg, polski pedagog pochodzenia żydowskiego (zm. ?)
- 1898:
  - Enrique Lafuente Ferrari, hiszpański historyk sztuki (zm. 1985)
  - Kazimierz Lorenz, polski major artylerii (zm. 1939)
  - Lucy Morton, brytyjska pływaczka (zm. 1980)
- 1899:
  - Erich Kästner, niemiecki pisarz (zm. 1974)
  - Norman Taurog, amerykański reżyser filmowy (zm. 1981)
- 1900 – Anatolij Batamirow, radziecki polityk (zm. 1983)
- 1901:
  - Edgar Ende, niemiecki malarz surrealista (zm. 1965)
  - Erhard Heiden, niemiecki działacz nazistowski (zm. 1933)
  - Ivar Lo-Johansson, szwedzki pisarz, publicysta (zm. 1990)
  - Alan Valentine, amerykański rugbysta, edukator (zm. 1980)
- 1902:
  - Otokar Keršovani, chorwacki dziennikarz, polityk (zm. 1941)
  - Harald Nielsen, duński bokser (zm. 1983)
  - Stefan Osiecki, polski taternik, alpinista, filmowiec, architekt (zm. 1977)
  - Marian Sigmund, polski architekt wnętrz, scenograf (zm. 1993)
  - André Tassin, francuski piłkarz, bramkarz (zm. 1986)
- 1903:
  - Julius Fučík, czeski dziennikarz, działacz komunistyczny (zm. 1943)
  - Gerhard Schrader, niemiecki chemik (zm. 1990)
  - Antoni Uniechowski, polski malarz, grafik, rysownik, ilustrator, scenograf (zm. 1976)
  - Wincent Żuk-Hryszkiewicz, białoruski polityk, prezydent Białoruskiej Republiki Ludowej (zm. 1989)
- 1904:
  - Włodzimierz Missol, polski duchowny luterański (zm. 1986)
  - William L. Shirer, amerykański dziennikarz, historyk (zm. 1993)
  - Leopold Trepper, radziecki agent wywiadu wojskowego pochodzenia polsko-żydowskiego (zm. 1982)
  - Aleksandr Zguridi, radziecki reżyser i scenarzysta filmowy (zm. 1998)
- 1905:
  - Derrick Henry Lehmer, amerykański matematyk (zm. 1991)
  - Maksymilian Tkocz, polski dziennikarz, działacz społeczny, polityk, prezydent Opola (zm. 1970)
  - Stanisław Żeleński, polski aktor (zm. 1981)
- 1906:
  - Joseph Delphis Des Rosiers, kanadyjski duchowny katolicki, misjonarz, biskup Maseru i Qacha’s Nek w Lesotho (zm. 1989)
  - Aleksandr Strujew, radziecki polityk (zm. 1991)
- 1907:
  - Hans-Jürgen von Blumenthal, niemiecki oficer, działacz antynazistowski (zm. 1944)
  - Roberto Cherro, argentyński piłkarz (zm. 1965)
  - Bazyli Hołod, polski działacz komunistyczny (zm. 1963)
  - Stanisław Stankiewicz, białoruski publicysta, pisarz, literaturoznawca, działacz emigracyjny (zm. 1980)
- 1908:
  - Albert Leidmann, niemiecki bokser (zm. 1945)
  - William McMahon, australijski polityk, premier Australii (zm. 1988)
  - Zygmunt Syrokomski, polski pedagog, instruktor harcerski, harcmistrz (zm. 2010)
- 1910:
  - Rudolf Dziadosz, polski porucznik (zm. 1944)
  - Aleksiej Jermołajew, rosyjski tancerz, choreograf (zm. 1975)
  - Paweł Latusek, polski duchowny katolicki, biskup pomocniczy gnieźnieński i biskup pomocniczy wrocławski (zm. 1973)
- 1911 – Adam Bieniasz, polski nauczyciel, pilot balonowy i szybowcowy, działacz i sędzia sportowy (zm. 1983)
- 1912 – Juliusz Sieradzki, polski żeglarz, konstruktor jachtów (zm. 1999)
- 1913 – Gheorghe Brandabura, rumuński piłkarz (zm. ?)
- 1914:
  - Piotr Bednarczyk, polski duchowny katolicki, biskup pomocniczy tarnowski (zm. 2001)
  - Theo Middelkamp, holenderski kolarz szosowy i torowy (zm. 2005)
  - Jakub Smug, polski piłkarz (zm. 2010)
  - Bernard Świerczyna, polski podporucznik (zm. 1944)
- 1915:
  - Janusz Durko, polski historyk, archiwista, muzeolog (zm. 2017)
  - Jon Hall, amerykański aktor (zm. 1979)
  - Paul Tibbets, amerykański generał pilot (zm. 2007)
- 1916 – Stefan Wapniarek, polski porucznik pilot (zm. 1940)
- 1917 – Jegemkuł Tasanbajew, kazachski i radziecki polityk (zm. 2006)
- 1918 – Aleksiej Chłobystow, rosyjski pilot wojskowy, as myśliwski (zm. 1943)
- 1919 – Jan Kmiołek, polski żołnierz podziemia niepodległościowego (zm. 1952)
- 1920:
  - Jerome Lettvin, amerykański psychiatra, neurolog, neurobiolog, kognitywista pochodzenia żydowskiego (zm. 2011)
  - Walter Netsch, amerykański architekt (zm. 2008)
  - Bogdan Marian Sikorski, polski duchowny katolicki, biskup płocki (zm. 1988)
- 1921:
  - Aleksiej Czorny, radziecki polityk (zm. 2002)
  - Samson Samsonow, rosyjski reżyser filmowy i teatralny, scenarzysta pochodzenia żydowskiego (zm. 2002)
- 1922:
  - Stanisław Dydo, polski żołnierz AK i WiN (zm. 1948)
  - Jan Magura, polski harcerz, żołnierz AK (zm. 1944)
  - Stanisław Magura, polski harcerz, żołnierz AK (zm. 1944)
  - Józef Mamoń, polski piłkarz (zm. 1979)
- 1923:
  - Rafael Addiego Bruno, urugwajski prawnik, polityk, tymczasowy prezydent Urugwaju (zm. 2014)
  - Joanis Griwas, grecki prawnik, sędzia, polityk, tymczasowy premier Grecji (zm. 2016)
  - Lenka Hašková, czeska dziennikarka, pisarka, scenarzystka filmowa (zm. 2016)
  - Szymon Herman, polski aktor (zm. 2001)
  - Dhora Leka, albańska kompozytorka, więzień polityczny (zm. 2006)
  - Genowefa Pohl, niemiecka zbrodniarka wojenna (zm. 2003)
  - Karolina Ściegienny, polska malarka, rzeźbiarka, witrażystka, medalierka (zm. 2019)
  - Muhammad al-Ward, egipski zapaśnik
  - Mykoła Wasylczenko, radziecki sierżant (zm. 1985)
- 1924:
  - Anatolij Baszaszkin, rosyjski piłkarz, trener (zm. 2002)
  - Allan McLeod Cormack, południowoafrykański fizyk, wykładowca akademicki, laureat Nagrody Nobla (zm. 1998)
  - Lejaren Hiller, amerykański kompozytor, chemik (zm. 1994)
  - Zdzisław Sosnowski, polski piłkarz (zm. 2018)
- 1925:
  - Edward Dzięgiel, polski podporucznik, żołnierz BCh, polityk, poseł na Sejm PRL (zm. 2011)
  - Bolesław Reiner, polski prawnik, politolog, wykładowca akademicki (zm. 1982)
- 1926:
  - Luigi De Magistris, włoski kardynał (zm. 2022)
  - Jean Wolter, luksemburski samorządowiec polityk (zm. 1980)
- 1927:
  - Robert Bellah, amerykański socjolog (zm. 2013)
  - Ryszard Nowicki, polski kierowca rajdowy, uczestnik powstania warszawskiego (zm. 2021)
  - Willie Ormond, szkocki piłkarz, trener (zm. 1984)
  - Wiesław Stradomski, polski historyk i producent filmowy (zm. 2012)
- 1928:
  - Hans Herrmann, niemiecki kierowca wyścigowy
  - Radko Kaska, czechosłowacki polityk (zm. 1973)
  - Wasilij Łazariew, radziecki pułkownik lotnictwa, kosmonauta (zm. 1990)
  - Urszula Modrzyńska, polska aktorka (zm. 2010)
  - Yves Ramousse, francuski duchowny katolicki, biskup, wikariusz apostolski Phnom Penh i Battambang (zm. 2021)
  - David Somerset, brytyjski arystokrata (zm. 2017)
  - André Strappe, francuski piłkarz, trener (zm. 2006)
- 1929:
  - Aleksy II, rosyjski duchowny prawosławny, patriarcha Moskwy i Wszechrusi (zm. 2008)
  - Thorsten Andersson, szwedzki germanista (zm. 2018)
  - Thomas Costello, amerykański duchowny katolicki, biskup pomocniczy Syracuse (zm. 2019)
  - Herbert Mies, niemiecki polityk (zm. 2017)
  - Hanna Stadnik, polska działaczka kombatancka, uczestniczka powstania warszawskiego (zm. 2020)
  - Anna Stupnicka-Bando, polska lekarka
- 1930:
  - Jef Geeraerts, belgijski pisarz (zm. 2015)
  - Józef Janoszek, polski działacz społeczny (zm. 2023)
  - Ignaz Kiechle, niemiecki rolnik, polityk (zm. 2003)
  - Jan Pakuła, polski dziennikarz, działacz społeczny (zm. 2016)
  - Gorō Shimura, japoński matematyk, wykładowca akademicki (zm. 2019)
- 1931:
  - Jauhien Babosau, białoruski filozof, socjolog, polityk
  - Linda Cristal, amerykańska aktorka pochodzenia argentyńskiego (zm. 2020)
  - Peter R. Huttenlocher, niemiecko-amerykański neurolog, pediatra (zm. 2013)
  - Gustav-Adolf Schur, niemiecki kolarz szosowy
  - Tom Wesselmann, amerykański malarz (zm. 2004)
- 1932:
  - Majel Barrett, amerykańska aktorka, producentka telewizyjna (zm. 2008)
  - Stanisław Litak, polski historyk, wykładowca akademicki (zm. 2010)
  - Barbara Machnicka-Rowińska, polska parazytolog, profesor nauk weterynaryjnych (zm. 2016)
  - Andrzej Wituski, polski samorządowiec, prezydent Poznania
- 1933:
  - Lee Calhoun, amerykański lekkoatleta, płotkarz (zm. 1989)
  - Barbara Folta, polska historyk, dziennikarka i prezenterka telewizyjna, reżyserka, scenarzystka i realizatorka filmów dokumentalnych (zm. 2020)
  - Jan Turnau, polski pisarz i publicysta katolicki
- 1934:
  - Inger Berggren, szwedzka piosenkarka (zm. 2019)
  - Keijo Korhonen, fiński historyk, polityk, dyplomata, minister spraw zagranicznych (zm. 2022)
  - Jewgienij Kryłatow, rosyjski kompozytor muzyki filmowej (zm. 2019)
  - Elżbieta Pawlas, polska florecistka, trenerka
  - Jacques Séguéla, francuski specjalista z zakresu marketingu politycznego
- 1935:
  - Rostom Abaszidze, gruziński zapaśnik, trener
  - Marek Piasecki, polski fotografik, fotoreporter, rzeźbiarz (zm. 2011)
  - Serafin (Tichonow), rosyjski biskup prawosławny  (zm. 2000)
- 1936:
  - Roger Rivière, francuski kolarz torowy i szosowy (zm. 1997)
  - Mikołaj (Smiszko), rusiński duchowny prawosławny, zwierzchnik Amerykańskiej Karpato-Rusińskiej Diecezji (zm. 2011)
  - Stanisław Szmidt, polski duchowny katolicki, salezjanin, autor pieśni religijnych (zm. 2019)
- 1937:
  - Boris Guriewicz, ukraiński zapaśnik (zm. 2020)
  - Florian Wiśniewski, polski robotnik, działacz opozycji antykomunistycznej (zm. 2021)
- 1938:
  - Aleksander Gediga, polski siatkarz (zm. 2009)
  - Jiří Menzel, czeski aktor, reżyser i scenarzysta filmowy (zm. 2020)
  - Karl Erik Olsson, szwedzki rolnik, działacz społeczny, polityk, minister rolnictwa, eurodeputowany (zm. 2021)
  - Diane Varsi, amerykańska aktorka (zm. 1992)
- 1939:
  - Jonas Aleksa, litewski dyrygent, pedagog (zm. 2005)
  - Marek Demiański, polski fizyk, astronom, wykładowca akademicki
  - Josef Feistmantl, austriacki saneczkarz (zm. 2019)
  - Gerd-Klaus Kaltenbrunner, niemiecki filozof, wykładowca akademicki (zm. 2011)
  - Lee Shaffer, amerykański koszykarz
- 1940 – Peter Fonda, amerykański aktor, reżyser i scenarzysta filmowy (zm. 2019)
- 1941:
  - Jerzy Hetman, polski inżynier rolnik, profesor nauk rolniczych, nauczyciel akademicki (zm. 2025)
  - Haralambie Ivanov, rumuński kajakarz (zm. 2004)
- 1942:
  - Anna Bogucka-Skowrońska, polska prawnik, adwokat, polityk, senator RP, sędzia Trybunału Stanu
  - Dioncounda Traoré, malijski matematyk, polityk, p.o. prezydenta Mali
- 1943:
  - Ryszard Gwizdała, polski polityk, poseł na Sejm PRL (zm. 2024)
  - Segismundo Martínez Álvarez, hiszpański duchowny katolicki, biskup Corumbá (zm. 2021)
- 1944:
  - Bernard Cornwell, brytyjski pisarz
  - Séamus Freeman, irlandzki duchowny katolicki, biskup Ossory, generał pallotynów (zm. 2022)
  - Florian Fricke, niemiecki pianista, członek zespołu Popol Vuh (zm. 2001)
  - Oleg Jankowski, rosyjski aktor (zm. 2009)
  - Johnny Winter, amerykański wokalista i gitarzysta bluesowy (zm. 2014)
- 1945:
  - Robert Faggetter, australijski aktor (zm. 2013)
  - Swietłana Gierasimienko, tadżycka astronom (zm. 2025)
  - Mal Graham, amerykański koszykarz
  - Toshimichi Takeuchi, japoński sōke, mistrz i instruktor sztuk walki (zm. 2007)
- 1946:
  - Anatolij Baniszewski, rosyjski i azerski piłkarz, trener (zm. 1997)
  - Alberto Colombo, włoski kierowca wyścigowy (zm. 2024)
  - Krzysztof Luks, polski ekonomista, wykładowca akademicki, polityk, poseł na Sejm RP
- 1947:
  - Niels-Christian Holmstrøm, duński piłkarz, trener
  - Pia Kjærsgaard, duńska polityk
  - Boris Kuzniecow, rosyjski bokser (zm. 2006)
  - Kazimierz Maranda, polski lekkoatleta, długodystansowiec
  - Danuta Mliczewska, polska ekonomistka, wykładowczyni akademicka (zm. 2025)
  - Wałerij Pustowojtenko, ukraiński polityk
  - Hans-Ulrich Schmied, niemiecki wioślarz
  - Peter Turang, indonezyjski duchowny katolicki, arcybiskup Kupangu (zm. 2025)
- 1948:
  - Trevor Cherry, angielski piłkarz, trener, komentator sportowy (zm. 2020)
  - Wanda Ciarkowska, polska psycholog, wykładowczyni akademicka
  - Urszula Mitręga, polska pianistka, śpiewaczka, pedagog (zm. 2004)
- 1949:
  - Marc Garneau, kanadyjski fizyk, astronauta (zm. 2025)
  - Grzegorz Kurzyński, polski pianista, pedagog
  - Anna-Maria Müller, niemiecka saneczkarka (zm. 2009)
  - Wiktor Niedzicki, polski fizyk, dziennikarz
  - Aníbal Nieto Guerra, hiszpański duchowny katolicki, biskup biskup San Jacinto
  - Bruno Saby, francuski kierowca rajdowy
  - Rostislav Vojáček, czeski piłkarz, trener
  - Janusz Woźnica, polski nauczyciel, polityk, senator RP
- 1950:
  - Äszymżan Achmetow, kazachski prawnik, inżynier, polityk (zm. 2012)
  - Mária Ivánka-Budinsky, węgierska szachistka
- 1951:
  - Ewa Bem, polska piosenkarka, autorka tekstów
  - Awtandil Dżorbenadze, gruziński polityk, premier Gruzji (zm. 2024)
  - Leevi Lehto, fiński poeta, tłumacz (zm. 2019)
  - Kenny Marchant, amerykański polityk, kongresmen
  - Shigefumi Mori, japoński matematyk
  - Patricia Richardson, amerykańska aktorka
- 1952:
  - Károly Csapó, węgierski piłkarz
  - Brad Whitford, amerykański gitarzysta, kompozytor, członek zespołu Aerosmith
- 1953:
  - Jacek Bielczyk, polski szachista
  - Piotr van der Coghen, polski ratownik górski, samorządowiec, polityk, poseł na Sejm RP
  - Jaromír Kohlíček, czeski polityk, eurodeputowany (zm. 2020)
  - Maciej Kujawski, polski aktor (zm. 2023)
  - Marula Lambru-Teloni, cypryjska lekkoatletka, skoczkini w dal
  - Satoru Nakajima, japoński kierowca wyścigowy
  - Antônio Carlos Rossi Keller, brazylijski duchowny katolicki, biskup Frederico Westphalen
  - Anna Wyrozumska, polska prawnik, profesor nauk prawnych
- 1954:
  - György Gerendás, węgierski piłkarz wodny
  - Wiesław Jobczyk, polski hokeista
  - Wiktor Juszczenko, ukraiński polityk, premier i prezydent Ukrainy
  - Hlib Łonczyna, ukraiński duchowny greckokatolicki, eparcha Świętej Rodziny w Londynie
- 1955:
  - Howard Jones, brytyjski wokalista, kompozytor, autor tekstów
  - Marcin Mostowski, polski filozof, logik (zm. 2017)
  - Flip Saunders, amerykański trener koszykarski (zm. 2015)
  - Tomasz Stockinger, polski aktor
- 1956:
  - Józef Kupny, polski duchowny katolicki, biskup pomocniczy katowicki, arcybiskup metropolita wrocławski
  - Guy Maddin, kanadyjski reżyser, scenarzysta i operator filmowy
  - Pierre-Célestin Tshitoko, kongijski duchowny katolicki, biskup Luebo
- 1957:
  - Zbigniew Anusik, polski historyk
  - José Gislon, brazylijski duchowny katolicki, biskup Erexim
  - Wiktor Markin, rosyjski lekkoatleta sprinter
  - Jiří Staněk, czeski poeta, dramaturg, krytyk literacki
- 1958:
  - Petro Kraluk, ukraiński filozof, pisarz, publicysta
  - Pavol Paška, słowacki polityk (zm. 2018)
  - David Sylvian, brytyjski muzyk, wokalista, kompozytor, członek zespołu Japan
- 1959:
  - Clayton Anderson, amerykański inżynier, astronauta
  - Giorgio Ascanelli, włoski inżynier Formuły 1
  - Krzysztof Czerwionka, polski kapitan jachtowy
  - Richard Dodds, brytyjski hokeista na trawie
  - Krzysztof Kaczmarski, polski samorządowiec, burmistrz Dąbrowy Tarnowskiej
- 1960:
  - Karol Badyna, polski rzeźbiarz
  - Adrian Bumbescu, rumuński piłkarz, trener
  - Jens Ove Fries-Nielsen, duński szachista
  - Anna Gornostaj, polska aktorka
  - Ihor Nakoneczny, ukraiński piłkarz, trener
  - Naruhito, cesarz Japonii
  - Katarzyna Walter, polska aktorka
- 1961:
  - Maksym (Dmitriew), rosyjski biskup prawosławny
  - Yohannes Haile-Selassie, etiopski paleoantropolog
  - Waldemar Miśko, polski samorządowiec, burmistrz Karlina
  - Joanna Pizoń-Świtkowska, polska pływaczka (zm. 2013)
- 1962:
  - David Hay, szkocki curler
  - Anna Iskra, polska lekkoatletka, biegaczka długodystansowa
  - Ivo Knoflíček, czeski piłkarz
  - Pedro Monzón, argentyński piłkarz, trener
  - Michael Wilton, amerykański gitarzysta, członek zespołu Queensrÿche
- 1963:
  - Andrea Sawatzki, niemiecka aktorka, pisarka, piosenkarka, projektantka
  - Radosław Sikorski, polski dziennikarz, politolog, polityk, minister obrony narodowej i spraw zagranicznych, senator, poseł i marszałek Sejmu RP, eurodeputowany
- 1964:
  - Paweł Graś, polski polityk, poseł na Sejm RP
  - John Norum, szwedzki gitarzysta, członek zespołu Europe
  - Ronan Vibert, brytyjski aktor (zm. 2022)
- 1965:
  - Władysław Bułhak, polski historyk, wykładowca akademicki
  - Kristin Davis, amerykańska aktorka
  - Michael Dell, amerykański przedsiębiorca pochodzenia żydowskiego
  - Maria Gontowicz, polska judoczka
  - Beata Pastwa-Wojciechowska, polska psycholog, wykładowczyni akademicka
  - Marcela Virginia Rodríguez, argentyńska polityczka
  - Andrzej Saramonowicz, polski dziennikarz, dramaturg, scenarzysta, reżyser i producent filmowy
  - Helena Suková, czeska tenisistka
  - Walerij Szmarow, rosyjski piłkarz, trener
- 1966:
  - Sylwia Bednarska, polska lekkoatletka, płotkarka
  - Alexandre Borges, brazylijski aktor
  - Artur Lekbello, albański piłkarz
  - Neal McDonough, amerykański aktor
  - Mieczysław Ożóg, polski piłkarz
  - Didier Queloz, szwajcarski astronom, laureat Nagrody Nobla
  - Tone Wilhelmsen Trøen, norweska polityk, przewodnicząca Stortingu
- 1967:
  - Tetsuya Asano, japoński piłkarz
  - Fabrizio Bertot, włoski samorządowiec, polityk
  - Alan Gilbert, amerykański dyrygent
  - Anita Olęcka, polska koszykarka
  - Chris Vrenna, amerykański klawiszowiec, perkusista, producent muzyczny, członek zespołu Marilyn Manson
- 1968:
  - Juan Carlos Bazalar, peruwiański piłkarz
  - Johan Gielen, belgijski didżej
  - Anna A. Tomaszewska, polska poetka
- 1969:
  - Tomasz Bonarowski, polski realizator i producent muzyczny (zm. 2015)
  - Eric Otero, amerykański kulturysta (zm. 2006)
  - Chris Reifert, amerykański perkusista, wokalista, członek zespołów: Death, Autopsy, Abscess, The Ravenous, EatMyFuk i Doomed
- 1970:
  - Nikanor (Anfiłatow), rosyjski biskup prawosławny
  - Nathalie Arthaud, francuska nauczycielka, polityk
  - Marie-Josée Croze, kanadyjska aktorka
  - Valērijs Ivanovs, łotewski piłkarz
  - Wojciech Kuliński, polski aktor
  - Dmitrij Wybornow, rosyjski bokser
- 1971:
  - Nukâka Coster-Waldau, grenlandzka i duńska aktorka, piosenkarka
  - Joe-Max Moore, amerykański piłkarz
  - Ołeh Naduda, ukraiński piłkarz, trener
  - Roman Prawica, polski koszykarz, trener
- 1972:
  - Fernando Araújo, urugwajski piłkarz, trener
  - Jürgen Beneke, niemiecki kolarz górski
  - Joszko Broda, polski muzyk, kompozytor, producent muzyczny
  - Jusuf Dżabarin, izraelski prawnik, polityk narodowości arabskiej
  - Angus Eve, trynidadzko-tobagijski piłkarz
  - Grzegorz Gaża, polski przedsiębiorca, polityk, poseł na Sejm RP
  - Svatopluk Němeček, czeski lekarz, samorządowiec, polityk
  - Jamie Watson, amerykański koszykarz
- 1973:
  - Tatjana Graczowa, rosyjska siatkarka
  - Iwona Hossa, polska śpiewaczka operowa (sopran)
  - Monika Krzywkowska, polska aktorka
  - Jeff Nordgaard, amerykański koszykarz
- 1974:
  - Edmílson Carlos Abel, brazylijski piłkarz
  - Robert Eriksson, szwedzki żużlowiec
  - Hassen Gabsi, tunezyjski piłkarz
  - Lael Gregory, amerykański snowboardzista
  - Marek Kisieliński, polski gitarzysta, kompozytor, aranżer, producent muzyczny, multiinstrumentalista
  - Frédéric Pierre, belgijski piłkarz
- 1975:
  - Julia Fiedorczuk, polska poetka, pisarka, tłumaczka, krytyk literacki
  - Ewa Kowalkowska, polska siatkarka
  - Callan Mulvey, australijski aktor pochodzenia nowozelandzkiego
  - Bohdan Ulihrach, czeski tenisista
  - Natalia Verbeke, hiszpańska aktorka pochodzenia argentyńskiego
  - Ołeksandr Zotow, ukraiński piłkarz
- 1976:
  - Lorne Balfe, szkocki kompozytor muzyki filmowej
  - Kelly Macdonald, brytyjska aktorka
  - Natalia Stawicka, polska koszykarka
  - Víctor Sánchez del Amo, hiszpański piłkarz
- 1977:
  - Ayhan Akman, turecki piłkarz
  - Paulina Holtz, polska aktorka
  - Tomasz Lisowicz, polski kolarz szosowy (zm. 2024)
  - Dally Randriantefy, madagaskarska tenisistka
  - Paweł Smoliniec, polski judoka
  - Kristina Šmigun-Vähi, estońska biegaczka narciarska
  - Bronwen Watson, australijska wioślarka
- 1978:
  - Renata Antropik, polska lekkoatletka, biegaczka długodystansowa
  - Dóra Gyõrffy, węgierska lekkoatletka, skoczkini wzwyż
  - Antti Kuisma, fiński kombinator norweski
  - Nolvenn Le Caër, francuska kolarka górska
  - Andrej Michalou, białoruski hokeista
  - Mohd Suffian Abdul Rahman, malezyjski piłkarz (zm. 2019)
  - Robert Suchomski, polski hokeista
- 1979:
  - Brandon Hedrick, amerykański morderca (zm. 2006)
  - Magdalena Ogórek, polska historyk, doktor nauk humanistycznych, aktorka, dziennikarka, polityk
  - Marija Stiepanowa, rosyjska koszykarka
  - Anatolij Żabczenko, ukraiński piłkarz, bramkarz, sędzia piłkarski
- 1980 – Mathieu Berson, francuski piłkarz
- 1981:
  - Gareth Barry, angielski piłkarz
  - Sophie Lefèvre, francuska tenisistka
  - Christian Schöne, niemiecki piłkarz ręczny
  - Jaakko Tallus, fiński kombinator norweski
- 1982:
  - Anna Chapman, rosyjska agentka wywiadu
  - Anna-Maria Galojan, estońska politolog, polityk
  - Jiří Kopáč, czeski wioślarz
  - Malia Metella, francuska pływaczka
  - Jia Perkins, amerykańska koszykarka
- 1983:
  - Emily Blunt, brytyjska aktorka
  - Simon Eder, austriacki biathlonista
  - Krasimir Gajdarski, bułgarski siatkarz
  - Mido, egipski piłkarz
  - Sahit Prizreni, albański zapaśnik
- 1984:
  - Goizeder Victoria Azúa, wenezuelska modelka, zwyciężczyni konkursów piękności
  - Mamoutou Coulibaly, malijski piłkarz
  - Aleksandr Daniszewski, rosyjski piłkarz pochodzenia ukraińskiego
  - André Deveaux, kanadyjski hokeista pochodzenia bahamskiego
  - Albin Ebondo, francuski piłkarz pochodzenia kongijskiego
  - Pierpaolo Frattini, włoski wioślarz
  - Jeong Yu-mi, południowokoreańska aktorka
  - Marcin Kokoszka, polski piłkarz
  - Cédric Makiadi, kongijski piłkarz
  - Witalij Nesin, ukraiński piłkarz (zm. 2004)
  - Piotr Stelmach, polski koszykarz
  - Hadtaporn Suwan, tajski piłkarz
  - Wojciech Świętoński, polski pianista, pedagog
  - Andre Ward, amerykański bokser
- 1985:
  - Issa Cissokho, senegalski piłkarz
  - Jonathan Higgs, brytyjski muzyk[3]
  - Izabela Kowalińska, polska siatkarka
  - Hendry Thomas, honduraski piłkarz
- 1986:
  - Kristina Alikina, rosyjska koszykarka
  - Dajana Butulija, serbska koszykarka
  - Skylar Grey, amerykańska piosenkarka, producentka muzyczna, autorka piosenek
  - Kazuya Kamenashi, japoński wokalista, członek zespołu KAT-TUN, aktor
  - Julian Khazzouh, australijsko-libański koszykarz
  - Siergiej Ostapienko, kazachski piłkarz
  - Jackeline Rentería, kolumbijska zapaśniczka
  - Ola Svensson, szwedzki piosenkarz
  - Magomied Tuszajew, czeczeński generał (zm. 2022)
- 1987:
  - Ab-Soul, amerykański raper
  - Edmond Agius, maltański piłkarz
  - Vitaliy Denisov, uzbecki piłkarz pochodzenia rosyjskiego
  - Aleksandra Fiedorowa, rosyjska wioślarka
  - Ucza Lobżanidze, gruziński piłkarz
  - Michał Majewski, polski florecista
  - Xue Ming, chińska siatkarka
  - Paola Ramírez, kostarykańska siatkarka
  - Tsukasa Umesaki, japoński piłkarz
- 1988:
  - Anne-Sophie Barthet, francuska narciarka alpejska
  - Jessica Breland, amerykańska koszykarka
  - Tarik Elyounoussi, norweski piłkarz pochodzenia marokańskiego
  - Nicolás Gaitán, argentyński piłkarz
  - Nariman Israpiłow, rosyjski zapaśnik
  - Michał Kubiak, polski siatkarz
- 1989:
  - Ahmed Akaïchi, tunezyjski piłkarz
  - Arianna Barbieri, włoska pływaczka
  - Natalia Skrzypkowska, polska siatkarka
- 1990:
  - Thomas Faucheron, francuski łucznik
  - Pedro Gallese, peruwiański piłkarz, bramkarz
  - Nguyễn Ngọc Trường Sơn, wietnamski szachista
  - Jan Tratnik, słoweński kolarz szosowy
- 1991:
  - Patrycja Balmas, polska siatkarka
  - Marwan Kabha, izraelski piłkarz pochodzenia arabskiego
  - Ihor Łewczenko, ukraiński piłkarz, bramkarz
  - Ovidijus Varanauskas, litewski koszykarz
  - Adeline Vescan, francuska zapaśniczka
- 1992:
  - Nikoloz Basilaszwili, gruziński tenisista
  - Casemiro, brazylijski piłkarz
  - Moustapha Fall, francuski koszykarz
  - Daniel Kajzer, polski piłkarz, bramkarz
  - Kiriakos Papadopulos, grecki piłkarz
  - Samara Weaving, amerykańska aktorka
- 1993:
  - Armand Ella, kameruński piłkarz
  - Achmiednabi Gwarzatiłow, azerski zapaśnik
  - Kai Huckenbeck, niemiecki żużlowiec
  - Kasumi Ishikawa, japońska tenisistka stołowa
  - Bauyrżan Isłamchan, kazachski piłkarz
  - Adrian Kondratiuk, polski piłkarz ręczny
  - Władysław Łewanidow, ukraiński piłkarz, bramkarz
  - Raúl López, meksykański piłkarz
  - Diego Rico, hiszpański piłkarz
  - Adam Wietrzyński, polski aktor
  - Zach Ziemek, amerykański lekkoatleta, wieloboista
- 1994:
  - Sabina Ddumba, szwedzka piosenkarka pochodzenia ugandyjskiego
  - Dakota Fanning, amerykańska aktorka, modelka
  - Marta Gałuszewska, polska piosenkarka, autorka tekstów
  - Jaka Kolenc, słoweński piłkarz
  - Brian Lozano, urugwajski piłkarz
  - Bruce Musakanya, zambijski piłkarz
  - Lucas Pouille, francuski tenisista
- 1995:
  - Valarie Allman, amerykańska lekkoatletka, dyskobolka
  - Doris Bačić, chorwacka piłkarka, bramkarka
  - Monika Naczk, polska koszykarka
  - Gabriele dos Santos, brazylijska lekkoatletka, trójskoczkini
  - Andrew Wiggins, kanadyjski koszykarz
- 1996:
  - Niccolò Antonelli, włoski motocyklista wyścigowy
  - Gustav Basson, południowoafrykański kolarz szosowy
  - Martin Košťál, słowacki piłkarz
- 1997:
  - Érick Aguirre, meksykański piłkarz
  - Chen Wen-huei, tajwańska sztangiska
  - Benjamin Henrichs, niemiecki piłkarz pochodzenia ghańskiego
  - Oscar Linnér, szwedzki piłkarz, bramkarz
  - Jamal Murray, kanadyjski koszykarz
  - Márcio Rosa, kabowerdyjski piłkarz, bramkarz
  - Roberto Russo, włoski siatkarz
- 1998:
  - Hubert Adamczyk, polski piłkarz
  - Mönchcedewijn Iczinchorloo, mongolska i azerska judoczka
  - Kira Marie Peter-Hansen, duńska polityk, eurodeputowana
- 1999:
  - Roman Jewgienjew, rosyjski piłkarz
  - Milena Sadowska, polska modelka, zdobywczyni tytułu Miss Polonia
- 2000:
  - Femke Bol, holenderska lekkoatletka, sprinterka i płotkarka
  - Jasmine Dickey, amerykańska koszykarka
  - Justinas Marazas, litewski piłkarz
  - Christian Martyn, kanadyjski aktor
  - Bartosz Mrozek, polski piłkarz, bramkarz
  - Abubeker Nassir, etiopski piłkarz
  - Kemba Nelson, jamajska lekkoatletka, sprinterka
- 2001:
  - Toral Bayramov, azerski piłkarz
  - Jordan Díaz, hiszpański lekkoatleta pochodzenia kubańskiego, trójskoczek
  - Enrico Dueñas, salwadorski piłkarz
  - Raúl García Pierna, hiszpański kolarz szosowy i torowy
  - Alberto Herrera, meksykański piłkarz
  - Rinky Hijikata, australijski tenisista pochodzenia japońskiego
  - Nicolas Raskin, belgijski piłkarz
- 2002 – Emilia Jones, brytyjska aktorka
- 2005 – Félix Bossuet, francuski aktor
- 2006 – Franciszek Karczewski, polski żużlowiec
- 2012 – Stella Bernadotte, księżna Östergötland, córka następczyni szwedzkiego tronu Wiktorii

## Zmarli
- 965 – Otto, książę Burgundii (ur. ok. 944)
- 1011 – Willigis, niemiecki duchowny katolicki, arcybiskup Moguncji, święty (ur. ok. 940)
- 1074 – Raul II z Peronne, książę Crépy (ur. ?)
- 1086 – Świętobór Fryderyk, czeski duchowny katolicki, patriarcha Akwilei (ur. ?)
- 1116 – Gwalon, niemiecki duchowny katolicki, biskup Beauvais i Paryża (ur. ?)
- 1270 – Izabela, francuska księżniczka, błgosławiona (ur. 1225)
- 1353 – Jean de Moulins, francuski dominikanin, inkwizytor, kardynał (ur. ?)
- 1447:
  - Eugeniusz IV, papież (ur. 1383)
  - Humphrey Lancaster, angielski książę (ur. 1390)
- 1464 – Zhu Qizhen, cesarz Chin (ur. 1427)
- 1473 – Arnold, książę Geldrii, hrabia Zutphen (ur. 1410)
- 1507 – Gentile Bellini, włoski malarz (ur. 1429)
- 1526 – Diego Colón, hiszpański admirał, gubernator, następnie wicekról Indii Zachodnich (ur. 1479/80)
- 1572 – Pierre Certon, francuski kompozytor (ur. 1510)
- 1603:
  - Andrea Cesalpino, włoski naturalista, lekarz, botanik, filozof (ur. 1519)
  - François Viète, francuski matematyk, astronom (ur. 1540)
- 1649 – Elżbieta Magdalena, księżniczka pomorska, księżna kurlandzka (ur. 1580)
- 1662 – Johann Crüger, niemiecki kompozytor (ur. 1598)
- 1669 – Lieuwe van Aitzema, holenderski kronikarz, urzędnik państwowy (ur. 1600)
- 1671 – Wilhelm August, książę Saksonii-Eisenach (ur. 1668)
- 1687 – Marianna Kazanowska, polska szlachcianka (ur. 1643)
- 1704 – Georg Muffat, austriacki kompozytor pochodzenia francuskiego (ur. 1653)
- 1717 – Magnus Stenbock, szwedzki feldmarszałek (ur. 1663)
- 1719:
  - Nicolò Acciaioli, włoski kardynał (ur. 1630)
  - Bartholomäus Ziegenbalg, niemiecki duchowny protestancki, misjonarz (ur. 1683)
- 1723 – Anna Henrietta Bawarska, księżniczka Palatynatu-Simmern, księżna Condé (ur. 1648)
- 1745 – Joseph Effner(inne języki), niemiecki architekt (ur. 1687)
- 1766 – Stanisław Leszczyński, król Polski, książę Lotaryngii (ur. 1677)
- 1779 – Mikołaj Jaśkiewicz, polski poeta, moralista, tłumacz, kaznodzieja, pisarz religijny pochodzenia ormiańskiego (ur. 1717)
- 1781 – George Taylor, amerykański polityk (ur. 1716)
- 1785 – Lazzaro Opizio Pallavicini, włoski kardynał (ur. 1719)
- 1792:
  - Jazid ibn Muhammad, sułtan Maroka (ur. 1750)
  - Joshua Reynolds, brytyjski malarz portrecista (ur. 1723)
- 1796 – Jean-Nicolas Stofflet, francuski generał-major, przywódca powstania w Wandei (ur. 1751)
- 1800 – Joseph Warton, brytyjski krytyk literacki (ur. 1722)
- 1803 – Praskowia Żemczugowa, rosyjska śpiewaczka operowa (sopran koloraturowy), aktorka (ur. 1867 lub 68)
- 1809 – Dirk van der Aa, holenderski malarz (ur. 1731)
- 1817 – Bazyli Bohdanowicz, polski skrzypek, kompozytor (ur. 1740)
- 1820 – Alojzy Feliński, polski poeta, dramatopisarz, tłumacz, historyk i teoretyk literatury, pedagog (ur. 1771)
- 1821 – John Keats, brytyjski poeta (ur. 1795)
- 1822:
  - Johann Matthäus Bechstein, niemiecki przyrodnik, leśnik, ornitolog (ur. 1757)
  - Gergely Berzeviczy, węgierski ekonomista, statystyk, socjolog (ur. 1763)
- 1827 – Jan Michał Dąbrowski, polski generał brygady (ur. 1783)
- 1829 – Jan Stefani, polski skrzypek, kompozytor, dyrygent (ur. 1746)
- 1830 – Jan Piotr Norblin, francuski malarz, rysownik, grafik (ur. 1745)
- 1839 – Michaił Spieranski, rosyjski prawnik, polityk (ur. 1772)
- 1840 – John Rutherfurd, amerykański prawnik, polityk (ur. 1760)
- 1848:
  - John Quincy Adams, amerykański polityk, prezydent USA (ur. 1767)
  - Józefa Fürstenberg-Weitra, księżna Liechtensteinu (ur. 1776)
  - Granville Somerset, brytyjski arystokrata, polityk (ur. 1792)
- 1850:
  - William Allan, szkocki malarz (ur. 1782)
  - Matthew Whitworth-Aylmer, brytyjski arystokrata, polityk, gubernator generalny Brytyjskiej Kanady (ur. 1775)
- 1852 – Giuseppe Patania, włoski malarz (ur. 1780)
- 1855 – Carl Friedrich Gauss, niemiecki matematyk, fizyk, astronom, wykładowca akademicki (ur. 1777)
- 1858 – Ludwika Rywacka, polska śpiewaczka operowa (ur. 1817)
- 1859 – Zygmunt Krasiński, polski prozaik, poeta, dramaturg (ur. 1812)
- 1864:
  - Peter Kaiser, liechtensteiński i szwajcarski historyk, pedagog, pisarz, polityk, dyplomata (ur. 1793)
  - Ludwik Zwierzdowski, polski oficer, uczestnik powstania styczniowego (ur. 1830)
- 1865 – Immanuel Waltfried, polski rabin (ur. 1802)
- 1868 – Theophiel Verbist, belgijski misjonarz katolicki, założyciel Zgromadzenia Niepokalanego Serca Maryi, prowikariusz apostolski Mongolii (ur. 1823)
- 1872:
  - Janina Franks, włoska działaczka charytatywna, błogosławiona (ur. 1807)
  - Johann Georg Rainer, spiskoniemiecki działacz turystyczny (ur. 1800)
  - Jakub Ignacy Waga, polski przyrodnik, botanik, pedagog (ur. 1800)
- 1874 – Edward Rastawiecki, polski historyk sztuki (ur. 1804)
- 1879 – Albrecht von Roon, pruski feldmarszałek, polityk, premier Prus (ur. 1803)
- 1889 – August Zamoyski, polski hrabia, ziemianin, podporucznik, uczestnik powstania listopadowego (ur. 1811)
- 1880 – Fiodor Glinka(inne języki), rosyjski poeta, publicysta (ur. 1786)
- 1882 – Filaret (Fiłarietow), rosyjski biskup prawosławny (ur. 1824)
- 1890 – Katarzyna Lewocka, polska pisarka, pamiętnikarka (ur. 1799)
- 1891 – Leopold Moczygemba, polski franciszkanin konwentualny, założyciel miejscowości Panna Maria w Teksasie (ur. 1824)
- 1892:
  - Gaspard Mermillod, szwajcarski kardynał (ur. 1824)
  - Eduard Friedrich Wiebe, niemiecki architekt, inżynier budowlany (ur. 1804)
- 1894 – Oktaw Pietruski, polski prawnik, polityk (ur. 1820)
- 1895 – Apolonia Andriveau, francuska szarytka (ur. 1810)
- 1897:
  - Woldemar Bargiel, niemiecki kompozytor, pedagog (ur. 1828)
  - Jan Czajkowski, polski ziemianin, polityk (ur. 1811)
- 1900:
  - William Butterfield, brytyjski architekt (ur. 1814)
  - Otto Michael Ludwig Leichtenstern, niemiecki internista (ur. 1845)
  - Rafaela Ibarra de Villalonga, hiszpańska działaczka charytatywna, błogosławiona (ur. 1843)
- 1903:
  - Jean-Baptiste Clément, francuski pieśniarz, działacz socjalistyczny (ur. 1836)
  - Michalina Daniszewska, polska literatka, malarka, tłumaczka (ur. 1863)
  - Friedrich Grützmacher, niemiecki kompozytor, wiolonczelista (ur. 1832)
- 1904 – Friederike Kempner, niemiecka poetka, pisarka pochodzenia żydowskiego (ur. 1828)
- 1906 – Maximilian Nitze, niemiecki urolog, wykładowca akademicki (ur. 1848)
- 1908:
  - Svatopluk Čech, czeski prozaik, poeta, dziennikarz (ur. 1846)
  - Friedrich von Esmarch, niemiecki chirurg (ur. 1823)
  - Leo Heinrichs, niemiecki franciszkanin, Sługa Boży (ur. 1867)
- 1910:
  - Wiera Komissarżewska, rosyjska aktorka (ur. 1864)
  - Józefina Vannini, włoska zakonnica, błogosławiona (ur. 1859)
- 1911 – Quanah Parker, wódz indiańskiego plemienia Komanczów Kwahadi (ur. 1845)
- 1914 – Wojciech Bednarski, polski pedagog, działacz społeczny, radny poznański (ur. 1841)
- 1916:
  - Charles Ericksen, norwesko-amerykański zapaśnik (ur. 1875)
  - Hugo von Pohl, niemiecki admirał (ur. 1855)
  - Stanisław Rotwand, polski prawnik, przemysłowiec, finansista, filantrop, działacz społeczny pochodzenia żydowskiego (ur. 1839)
- 1917:
  - Jean Darboux, francuski matematyk, wykładowca akademicki (ur. 1842)
  - Adrien Gréa, francuski duchowny katolicki, wikariusz generalny diecezji Saint-Claude, założyciel zakonu kanoników regularnych kongregacji Niepokalanego Poczęcia (ur. 1828)
  - Wincenty Kluczyński, polski duchowny katolicki, arcybiskup mohylewski, Sługa Boży (ur. 1847)
- 1918:
  - Thomas Brassey, brytyjski arystokrata, polityk (ur. 1836)
  - Noman Çelebicihan, krymskotatarski polityk (ur. 1885)
  - Alexander Kolisko, austriacki patolog, wykładowca akademicki (ur. 1857)
  - Antoni Wodzicki, polski ziemianin, polityk (ur. 1848)
- 1920 – Aleksandr Iljinski, rosyjski kompozytor (ur. 1859)
- 1923:
  - Ahmad Dahlan, indonezyjski działacz muzułmański (ur. 1868)
  - Harry Humby, brytyjski strzelec sportowy (ur. 1879)
- 1925:
  - Samuel Berger, amerykański bokser (ur. 1884)
  - Joel Hastings Metcalf, amerykański duchowny protestancki, astronom amator (ur. 1866)
  - Emilia Terenkoczy, polska aktorka (ur. 1852)
  - James Wilson, amerykański generał (ur. 1837)
- 1926 – Władimir Bulubasz, rosyjski porucznik, polityk, emigrant (ur. 1866)
- 1927:
  - Einar Holbøll, duński naczelnik poczty królewskiej, filantrop (ur. 1865)
  - Sveinbjörn Sveinbjörnsson, islandzki kompozytor, pianista, pedagog (ur. 1847)
- 1929 – Mercédès Jellinek, córka austriackiago pioniera automobilizmu Emila Jellinka (ur. 1889)
- 1930:
  - Jonas Jablonskis, litewski językoznawca, tłumacz, wykładowca akademicki (ur. 1860)
  - Horst Wessel, niemiecki działacz nazistowski (ur. 1907)
- 1931 – Nellie Melba, australijska śpiewaczka operowa (sopran liryczno-koloraturowy) (ur. 1861)
- 1932 – Marigo Posio, albańska dziennikarka, feministka, działaczka narodowa (ur. 1882)
- 1933:
  - Piotr Gannuszkin, rosyjski psychiatra (ur. 1875)
  - Władimir Puchalski, rosyjski i ukraiński pianista pochodzenia polskiego (ur. 1848)
- 1934:
  - Edward Elgar, brytyjski kompozytor (ur. 1857)
  - Sophus Müller, duński archeolog (ur. 1846)
  - Józef (Żuk), amerykański duchowny prawosławny pochodzenia ukraińskiego, biskup Ukraińskiego Kościoła Prawosławnego w Ameryce (ur. 1872)
- 1936 – William Adamson, brytyjski polityk (ur. 1863)
- 1937:
  - Leopold Julian Kronenberg, polski finansista, bankier, działacz gospodarczy pochodzenia żydowskiego (ur. 1849)
  - Maria Zamoyska, polska działaczka społeczna, pedagog (ur. 1860)
- 1939:
  - Siemion Giendin, radziecki funkcjonariusz organów bezpieczeństwa, szef Razwiedupru (ur. 1902)
  - Aleksandr Jegorow, radziecki dowódca wojskowy, marszałek ZSRR (ur. 1883)
  - Nikołaj Knipowicz, rosyjski zoolog, podróżnik (ur. 1862)
  - Aleksandr Kosariew, radziecki polityk (ur. 1903)
  - Piotr Smirnow, radziecki komandarm, polityk (ur. 1897)
  - Dmitrij Usow, radziecki funkcjonariusz sluzb specjalnych (ur. 1888)
- 1941 – Wilhelm Myszkowski, polski działacz niepodległościowy, samorządowiec, polityk, przedsiębiorca (ur. 1886)
- 1942 – Boris Vildé, francuski lingwista, etnolog, uczestnik ruchu oporu pochodzenia rosyjskiego (ur. 1908)
- 1943 – Hryhorij Krawczenko, radziecki generał, pilot, as myśliwski (ur. 1912)
- 1944 – Leo Baekeland, belgijski przedsiębiorca, wynalazca (ur. 1863)
- 1945:
  - Stefan Wincenty Frelichowski, polski duchowny katolicki, błogosławiony (ur. 1913)
  - Rudolf Lange, niemiecki oficer, działacz nazistowski (ur. 1910)
  - José María Moncada, nikaraguański generał, polityk, prezydent Nikaragui (ur. 1870)
  - Aleksiej Tołstoj, rosyjski prozaik, dramaturg, publicysta (ur. 1883)
- 1946:
  - Ömer Bedrettin Uşaklı, turecki poeta (ur. 1904)
  - Frederick Ludwig Hoffman, amerykański statystyk (ur. 1865)
  - Tomoyuki Yamashita, japoński generał (ur. 1885)
- 1947:
  - Czesław Leśniewski, polski historyk kultury (ur. 1888)
  - John Strange Spencer-Churchill, brytyjski arystokrata, wojskowy (ur. 1880)
- 1948 – John Robert Gregg, irlandzki nauczyciel, wydawca, filantrop, wynalazca systemu stenograficznego (ur. 1867)
- 1952 – Heinrich von Vietinghoff, niemiecki oficer Wermachtu (ur. 1887)
- 1954 – Jacques Mieses, niemiecki szachista (ur. 1865)
- 1955 – Paul Claudel, francuski poeta, dramaturg, dyplomata (ur. 1868)
- 1957 – Stanisław Wallis, polski polityk (ur. 1895)
- 1958 – Julian Sitkowiecki, rosyjski skrzypek (ur. 1925)
- 1960 – Bolesław Szarecki, polski generał, lekarz, chirurg (ur. 1874)
- 1965:
  - Herberts Cukurs, łotewski wojskowy, konstruktor lotniczy, zbrodniarz wojenny (ur. 1900)
  - Stan Laurel, brytyjski aktor, komik, scenarzysta i reżyser filmowy (ur. 1890)
- 1966 – Czesław Foryś, polski lekkoatleta, biegacz, działacz sportowy (ur. 1905)
- 1967 – Luigi Contessi, włoski gimnastyk (ur. 1894)
- 1968:
  - Tatiana Czechowska, polska aktorka (ur. 1903)
  - Emil Hirschfeld, niemiecki lekkoatleta, kulomiot (ur. 1903)
- 1969:
  - Oscar P. Austin, amerykański kapral (ur. 1949)
  - Madhubala, indyjska aktorka (ur. 1933)
  - Su’ud ibn Abd al-Aziz Al Su’ud, król Arabii Saudyjskiej (ur. 1902)
- 1971 – Ricardo J. Alfaro, panamski prawnik, sędzia, wykładowca akademicki, polityk, tymczasowy prezydent Panamy (ur. 1882)
- 1972:
  - Robert Gascoyne-Cecil, brytyjski arystokrata, polityk (ur. 1893)
  - Roman Pollak, polski piłkarz, działacz sportowy, historyk literatury, wykładowca akademicki (ur. 1886)
- 1973 – Dickinson W. Richards, amerykański fizjolog, laureat Nagrody Nobla (ur. 1895)
- 1974:
  - Hans Gisevius, niemiecki funkcjonariusz Gestapo (ur. 1904)
  - William Knowland, amerykański polityk (ur. 1908)
  - Aarne Reini, fiński zapaśnik (ur. 1906)
  - George Van Biesbroeck, amerykański astronom pochodzenia belgijskiego (ur. 1880)
- 1975:
  - Hans Bellmer, niemiecki malarz, rzeźbiarz, grafik (ur. 1902)
  - Ernest Blythe, irlandzki polityk, działacz kultury (ur. 1889)
  - Sigmund Haringer, niemiecki piłkarz (ur. 1908)
  - Leon Wójcikowski, polski tancerz, choreograf, pedagog (ur. 1899)
- 1976:
  - L.S. Lowry, brytyjski malarz (ur. 1887)
  - Isagali Szärypow, radziecki i kazachski polityk (ur. 1905)
- 1978 – Paul Yoshigorō Taguchi, japoński duchowny katolicki, arcybiskup Osaki, kardynał (ur. 1902)
- 1980 – Enrico Celio, szwajcarski polityk, prezydent Szwajcarii (ur. 1889)
- 1982:
  - Zdzisław Karos, polski sierżant MO (ur. 1950)
  - Leonid Spirin, radziecki lekkoatleta, chodziarz (ur. 1932)
- 1983 – William Anderson, brytyjski hokeista (ur. 1901)
- 1984:
  - Leszek Guzicki, polski ekonomista, wykładowca akademicki, polityk, poseł do KRN i na Sejm Ustawodawczy (ur. 1917)
  - Jan Szymański, polski otolaryngolog, wykładowca akademicki (ur. 1903)
  - Maurice Tabard, francuski fotograf (ur. 1897)
  - Zbigniew Tokarczyk, polski działacz opozycji antykomunistycznej (ur. 1953)
- 1985:
  - Erik Andersson, szwedzki pływak, piłkarz wodny (ur. 1896)
  - Andrzej Czarniak, polski narciarz alpejski, architekt (ur. 1931)
  - Bohdan Wilamowski, polski ekonomista, wykładowca akademicki, polityk, poseł do KRN, na Sejm Ustawodawczy i Sejm PRL, oficer BCh (ur. 1914)
- 1986:
  - Ernst Neufert, niemiecki architekt (ur. 1900)
  - Mart Stam, holenderski architekt (ur. 1899)
- 1987:
  - Robert Braet, belgijski piłkarz, bramkarz (ur. 1912)
  - Edmund Szyc, polski piłkarz, działacz piłkarski (ur. 1895)
- 1988 – Mieczysław Milecki, polski aktor (ur. 1907)
- 1989:
  - Aleks Çaçi, albański pisarz, publicysta (ur. 1916)
  - Hans Hellmut Kirst, niemiecki pisarz (ur. 1914)
- 1990 – James Gavin, amerykański generał (ur. 1907)
- 1991 – Gösta Persson, szwedzki pływak, piłkarz wodny (ur. 1904)
- 1994:
  - Zbigniew Bieńkowski, polski poeta, krytyk literacki, eseista, tłumacz (ur. 1913)
  - Siergiej Sniegow, rosyjski pisarz science fiction (ur. 1910)
- 1995:
  - James Herriot, szkocki lekarz weterynarii (ur. 1916)
  - Margaret Woodbridge, amerykańska pływaczka (ur. 1902)
- 1996:
  - Husajn Kamil al-Madżid, iracki generał, polityk (ur. 1954)
  - Helmut Schön, niemiecki piłkarz, trener (ur. 1915)
- 1997:
  - Jan Adamczewski, polski dziennikarz (ur. 1923)
  - Kurt Bachmann, niemiecki polityk komunistyczny (ur. 1909)
  - Tony Williams, amerykański perkusista jazzowy (ur. 1945)
- 1999:
  - Carlos Hathcock, amerykański starszy sierżant, strzelec wyborowy (ur. 1942)
  - Edward Sąsiada, polski matematyk, wykładowca akademicki (ur. 1924)
  - Kazimierz Stec, polski generał brygady (ur. 1925)
- 2000:
  - Nikołaj Gulajew, rosyjski piłkarz, trener (ur. 1915)
  - Ofra Haza, izraelska piosenkarka, kompozytorka, aktorka (ur. 1957)
  - Józef Maciejewski, polski architekt (ur. 1926)
  - Stanley Matthews, angielski piłkarz, trener (ur. 1915)
  - Raphaël Pujazon, francuski lekkoatleta, długodystansowiec (ur. 1918)
- 2001:
  - Robert Enrico, francuski reżyser i scenarzysta filmowy (ur. 1931)
  - Sergio Mantovani, włoski kierowca wyścigowy (ur. 1929)
  - Karl Olma, niemiecki liryk, aforysta, dziennikarz, tłumacz (ur. 1914)
- 2002 – Ryszard Przybysz, polski piłkarz ręczny (ur. 1950)
- 2003:
  - Jan Górecki, polski generał brygady, polityk, kierownik resortu kontroli państwowej (ur. 1910)
  - Robert K. Merton, amerykański socjolog (ur. 1910)
  - Jan Olszański, polski duchowny katolicki, biskup kamieniecki (ur. 1919)
  - Jaime Ramírez Banda, chilijski piłkarz (ur. 1931)
- 2004:
  - Ryszard Białowąs, polski koszykarz, trener (ur. 1947)
  - Samuel Edward Konkin, amerykański anarchoindywidualista (ur. 1947)
- 2005:
  - Henryk Cyganik, polski poeta, prozaik, dziennikarz, publicysta, satyryk (ur. 1946)
  - Servílio de Jesus Filho, brazylijski piłkarz (ur. 1939)
- 2006:
  - Said Mohamed Djohar, komoryjski polityk, prezydent Komorów (ur. 1918)
  - Stanisław Kuraciński, polski duchowny katolicki, pallotyn (ur. 1936)
  - Joseph Sun Yuanmo, chiński duchowny katolicki, biskup (ur. 1920)
  - Telmo Zarra, hiszpański piłkarz (ur. 1921)
- 2007:
  - Hanna Barysiewicz, białoruska superstulatka (ur. 1888)
  - Józef Kaliszan, polski rzeźbiarz, malarz, scenograf (ur. 1927)
  - John Ritchie, angielski piłkarz (ur. 1941)
  - Pascal Yoadimnadji, czadyjski polityk, premier Czadu (ur. 1950)
- 2008:
  - Janez Drnovšek, słoweński polityk, premier i prezydent Słowenii (ur. 1950)
  - Iryna Kazulina, białoruska działaczka społeczna (ur. 1959)
  - Denis Lazure, kanadyjski polityk (ur. 1925)
  - Hubert Lilliefors, amerykański statystyk(ur. 1928)
  - Stanisław Łałowski, polski pianista jazzowy (ur. 1953)
  - Mirosław Milewski, polski generał dywizji MO, polityk, minister spraw wewnętrznych (ur. 1928)
  - Marek Winiarski, polski neurolog, gitarzysta, członek zespołu Bajm (ur. 1955)
- 2009:
  - Sverre Fehn, norweski architekt (ur. 1924)
  - Jarosław Mianowski, polski muzykolog (ur. 1966)
  - Tuulikki Pietilä, fińska graficzka (ur. 1917)
  - Franciszek Starowieyski, polski malarz, grafik, rysownik, scenograf (ur. 1930)
- 2010:
  - John Alexander Armstrong, amerykański historyk idei, sowietolog (ur. 1922)
  - Stanisław Litak, polski historyk (ur. 1932)
- 2011 – Shri Mataji Nirmala Devi, indyjska doktor filozofii i medycyny, guru sahadźa jogi (ur. 1923)
- 2012:
  - Lech Tranda, polski duchowny ewangelicko-reformowany, działacz UNICEF-u (ur. 1956)
  - Kazimierz Żygulski, polski socjolog kultury, polityk, minister kultury i sztuki (ur. 1919)
- 2013:
  - Wojciech Inglot, polski chemik, przedsiębiorca (ur. 1955)
  - Julien Ries, belgijski kardynał, historyk religii (ur. 1920)
- 2014:
  - Tadeusz Chyła, polski piosenkarz, gitarzysta, kompozytor (ur. 1933)
  - Leszek Dutka, polski malarz, rzeźbiarz, ceramik (ur. 1921)
- 2015 – Gumier Usmanow, tatarski polityk (ur. 1932)
- 2016:
  - Ramón Castro Ruz, kubański polityk, rewolucjonista (ur. 1924)
  - Valérie Guignabodet, francuska reżyserka i scenarzystka filmowa (ur. 1965)
  - Romuald Kolman, polski inżynier, profesor nauk technicznych (ur. 1922)
  - Natan Tenenbaum, polski satyryk, poeta, autor tekstów scenicznych pochodzenia żydowskiego (ur. 1940)
- 2017:
  - Ryszard Bojar, polski artysta plastyk (ur. 1932)
  - Derek Ibbotson, brytyjski lekkoatleta, średnio- i długodystansowiec (ur. 1932)
  - Sabine Oberhauser, austriacka lekarka, działaczka związkowa, polityk, minister zdrowia (ur. 1963)
  - Horace Parlan, amerykański pianista, kompozytor jazzowy (ur. 1931)
  - Krzysztof Rutkowski, polski piosenkarz (ur. 1961)
- 2018:
  - Lewis Gilbert, brytyjski reżyser, scenarzysta i producent filmowy (ur. 1920)
  - Jesus Varela, filipiński duchowny katolicki, biskup Zamboanga, Ozamiz i Sorsogon (ur. 1927)
- 2019:
  - Krzysztof Birkenmajer, polski geolog, polarnik (ur. 1929)
  - Katherine Helmond, amerykańska aktorka (ur. 1929)
  - Lew Kołodub, ukraiński kompozytor (ur. 1930)
  - Tadeusz Kraśko, polski dziennikarz, reżyser i scenarzysta filmów dokumentalnych, publicysta (ur. 1940)
- 2020:
  - Stefan Florenski, polski piłkarz (ur. 1933)
  - János Göröcs, węgierski piłkarz (ur. 1939)
  - Helmut Nowak, polski piłkarz (ur. 1938)
  - Chitetsu Watanabe, japoński superstulatek, najstarszy mężczyzna na świecie (ur. 1907)
- 2021:
  - Jerzy Dietl, polski ekonomista, polityk, senator RP (ur. 1927)
  - Tormod Knutsen, norweski kombinator norweski (ur. 1932)
  - Juan Carlos Masnik, urugwajski piłkarz (ur. 1943)
  - Geoffrey Scott, amerykański aktor (ur. 1942)
  - Ahmed Zaki Yamani, saudyjski polityk, minister ropy naftowej i surowców mineralnych (ur. 1930)
- 2022:
  - José Isidro Guerrero Macías, meksykański duchowny katolicki, biskup Mexicali (ur. 1951)
  - Ramón José Viloria Pinzón, wenezuelski duchowny katolicki, biskup Puerto Cabello (ur. 1959)
- 2023:
  - Slim Borgudd, szwedzki kierowca wyścigowy, muzyk (ur. 1946)
  - François Couchepin, szwajcarski polityk, kanclerz federalny (ur. 1935)
  - Adam Lisewski, polski florecista, działacz sportowy (ur. 1944)
- 2024:
  - Irene Camber-Corno, włoska florecistka (ur. 1926)
  - Wilson Fittipaldi, brazylijski kierowca wyścigowy (ur. 1943)
  - Joan Haanappel, holenderska łyżwiarka figurowa (ur. 1940)
  - Francesco Marinelli, włoski duchowny katolicki, arcybiskup Urbino-Urbania-Sant’Angelo in Vado (ur. 1935)
  - Janusz Nowotarski, polski klarnecista i saksofonista jazzowy (ur. 1945)
  - Elżbieta Rogala-Kończak, polska inżynier, działaczka samorządowa, burmistrz Rumi (ur. 1952)
  - Jan Such, polski filozof (ur. 1931)
- 2025:
  - Jan Johnson, amerykański lekkoatleta, tyczkarz (ur. 1950)
  - Thanin Kraivichien, tajski prawnik, polityk, premier Tajlandii (ur. 1927)